# Аксёново (сельское поселение Чисменское)
Аксёново — деревня в Волоколамском районе Московской области России.
Относится к сельскому поселению Чисменское, до муниципальной реформы 2006 года относилась к Чисменскому сельскому округу. Население — 23 чел. (2010).

## Население
| 1852 | 1859 | 1926 | 2002 | 2006 | 2010 |
| ---- | ---- | ---- | ---- | ---- | ---- |
| 125  | ↘96  | ↗133 | ↘14  | ↗24  | ↘23  |

## Расположение
Деревня Аксёново расположена на правом берегу безымянного левого притока реки Большой Сестры (бассейн Иваньковского водохранилища), примерно в 15 км к востоку от города Волоколамска. В деревне три улицы — Воронцовская, Новослободская и Старосельская, зарегистрировано одно садовое товарищество. Ближайшие населённые пункты — деревни Гусенево, Литвиново и посёлок Чисмена.
В Волоколамском районе есть ещё одна деревня с названием Аксёново, она расположена в 24 км к западу и относится к сельскому поселению Ярополецкое.

## Исторические сведения
В «Списке населённых мест» 1862 года Аксеново — владельческое сельцо 2-го стана Волоколамского уезда Московской губернии по левую сторону почтового Московского тракта (из Волоколамска), в 16 верстах от уездного города, при колодце, с 18 дворами и 96 жителями (50 мужчин, 46 женщин).
По данным на 1890 год входила в состав Аннинской волости Волоколамского уезда, число душ мужского пола составляло 49 человек.
В 1913 году — 26 дворов и помещичья усадьба А. К. Зеленцова.
По материалам Всесоюзной переписи населения 1926 года — деревня Гусеневского сельсовета Аннинской волости, проживало 133 жителя (57 мужчин, 76 женщин), насчитывалось 28 крестьянских хозяйств.
С 1929 года — населённый пункт в составе Волоколамского района Московской области.